# Литотрофы
Литотрофы (от др.-греч. λίθος, «камень» и др.-греч. τροφή , «пища») — организмы, для которых донорами электронов, необходимых для процессов биосинтеза (например, фиксации углерода) или запасания энергии (например, синтеза АТФ), через аэробное или анаэробное дыхание, являются неорганические вещества. Противопоставлены органотрофам. Хемолитотрофия обнаружена только среди архей и бактерий. Фотолитотрофами являются многие протисты и высшие растения, чьи пластиды (потомки цианобактерий) используют в качестве донора электронов воду. Литотрофы могут образовывать симбиотические отношения, и в этом случае они называются "прокариотическими симбионтами". Примером таких отношений может служить симбиоз хемолитотрофных бактерий с гигантскими многощетинковыми червями или пластиды внутри растительных клеток, которые могли произойти от фотолитотрофных бактерий, подобных цианобактериям (см. Симбиогенез).

## История
Термин предложен в 1946 Львовым с сотрудниками.

## Классификация
- Хемолитотрофы — неорганические доноры электронов окисляются в клетке, и электроны используются как источник энергии в ЭТЦ для создания протонного градиента. 
  - Хемолитоавтотрофы. Большинство хемолитотрофов способны фиксировать CO2 через цикл Кальвина, превращая его в глюкозу, являясь, таким образом, автотрофами[3]. Такой процесс получения органического вещества из СО2 за счет энергии окисления неорганических веществ получил название хемосинтеза, по аналогии с фотосинтезом. Такая форма метаболизма была впервые описана микробиологом Сергеем Виноградским.
  - Хемолитогетеротрофы не имеют возможности фиксировать углекислый газ, как источник углерода, и должны потреблять органические соединения из окружающей среды. Из-за такой зависимости строгие хемолитогетеротрофы крайне редко встречаются.

Хемолитоавтотрофы могут быть облигатными или факультативными (миксотрофы). Факультативные хемолитоавтотрофы используют органические вещества в дополнение к их способности к фиксации углерода. Большинство хемолитоавтотрофов являются миксотрофными.
- Фотолитотрофы — используют энергию света, а неорганические доноры электронов используют только в восстановительных реакциях биосинтеза.
  - Фотолитоавтотрофы. К фотолитотрофным организмам относятся фотосинтетические бактерии. Фотолитотрофные бактерии найдены среди пурпурных серных бактерий (Chromatiaceae[англ.]), зеленых бактерий (Chlorobiaceae и Chloroflexi), прохлорофиты и цианобактерии. Пурпурные и зеленые серные бактерии окисляют сульфид, элементарную серу, сульфит, ионы двухвалентного железа (Fe2+) или водород (Н2). Цианобактерии и прохлорофиты получают восстановительные эквиваленты при окислении воды до кислорода. Электроны полученные от неорганического донора электронов не используются для синтеза АТФ, а используются в биосинтетических реакциях. Некоторые фотолитотрофы переключают свой метаболизм на хемоорганотрофный в темноте.
  - Фотолитогетеротрофы - не встречаются.

## Представители
Литотрофами являются некоторые представители Бактерий и Архей.
Хемолитотрофами являются
| Название                                 | Представители                                 | Источник энергии и электронов                | Акцептор дыхательной цепи    |
| ---------------------------------------- | --------------------------------------------- | -------------------------------------------- | ---------------------------- |
| Железобактерии                           | Acidithiobacillus ferrooxidans                | Fe2+ → Fe3+ + e-                             | O 2 (кислород) → H 2O (вода) |
| Клубеньковые бактерии                    | Nitrosomonas                                  | NH3 (аммиак) → NO− 2 (нитрит) + e-           | O 2 (кислород) → H 2O (вода) |
| Нитрифицирующие бактерии                 | Nitrobacter                                   | NO− 2 (нитрит) → NO− 3 (нитрат) + e-         | O 2 (кислород) → H 2O (вода) |
| Хемотрофные пурпурные серные бактерии    | Halothiobacillaceae                           | S2− (сульфид) → S0 (сера) + e-               | O 2 (кислород) → H 2O (вода) |
| Серные бактерии                          | Хемотрофные Rhodobacteraceae и Thiotrichaceae | S0 (сера) → SO2− 4 (сульфат) + e-            | O 2 (кислород) → H 2O (вода) |
| Аэробные водородные бактерии             | Cupriavidus metallidurans                     | H2 (водород) → H2O (вода) + e-               | O 2 (кислород) → H 2O (вода) |
| Аэробные карбоксидобактерии              | Pseudomonas carboxydovorans                   | угарный газ (CO) → углекислый газ (CO2) + e- | O 2 (кислород) → H 2O (вода) |
| Анаэробные окислители аммония            | Planctomycetes                                | NH3 (аммиак) → N 2 (азот) + e-               | NO− 2 (нитрит)               |
| Тионовые бактерии                        | Thiobacillus denitrificans                    | S0 (сера) → SO2− 4 (сульфат) + e-            | NO− 3 (нитрат)               |
| Карбоксидобактерии                       | Pseudomonas carboxydoflava                    | угарный газ (CO) → углекислый газ (CO2) + e- | NO− 3 (нитрат)               |
| Сульфатредуцирующие бактерии             | Desulfotignum phosphitoxidans                 | PO3− 3 (фосфит) → PO3− 4 (фосфат) + e-       | сульфат(SO2− 4)              |
| Гидрогенотрофные метаногены              | Methanothermobacter marburgensis              | H2 (водород) → H2O (вода) + e-               | CO2 (углекислый газ)         |
| Автотрофные гомоацетогены                | Clostridium thermoaceticum                    | H2 (водород) → H2O (вода) + e-               | CO2 (углекислый газ)         |
| Гидрогеногенные карбокситрофные бактерии | Carboxydothermus hydrogenoformans             | угарный газ (CO) → углекислый газ (CO2) + e- | H 2O (вода) → H 2 (водород)  |
| Гидрогеногенные формиатотрофные бактерии | Thermococcus onnurineus                       | формиат (HCOO-) → углекислый газ (CO2) + e-  | H 2O (вода) → H 2 (водород)  |